# ロスチスラフ2世
ロスチスラフ2世（ロスチスラフ・リュリコヴィチ）（ロシア語：Ростисла́в Рю́рикович、1172年 - 1218年以降）は、オーヴルチ公・キエフ大公リューリクと二度目の妻（トゥーロフ公ユーリーの娘）との間の子。トルチェスク公：1195年 - 1205年、キエフ大公：1204年 - 1205年、ヴィシゴロド公：1205年 - 1218年、オーヴルチ公：1210年 - 1218年、ガーリチ公：1210年。

## ロスチスラフ2世に関する記述群
『ラヴレンチー年代記』には、1189年ごろにベルゴロドを領土としていたことが記述されている。また、『イパーチー年代記』には、1190年ごろトルチェスク（ポロシエの中心的都市。現存せず。）を所領としていたという記述がある。また同じころポロヴェツ族との戦いに勝利したが、その時は確定的な勝利にはいたらず、真に勝利を収めたのは1193年のこととされる。
1195年、妻の父・フセヴォロドから、ボグスラフ・トリポリエ・コルスンを与えられた。また1198年ごろにはヴィシゴロドを所領にしていたと伝わる。
1203年、ロマンによって、父のリューリクが剃髪させられ、修道院に送られた際に、ロスチラフは牢に入れられた。しかし、妻の父フセヴォロドが解放を要求したため、ロマンはロスチラフを解放し、さらにキエフ大公の座に就かせた。ロスチラフは翌年まで大公の座にあった。
その他のロスチラフに関する記述としては、『ラヴレンチー年代記』の1206年に、ロスチラフはヤロスラフ・ウラジミロヴィチをヴィシゴロドから追放したという記述がある。またある年代記には、1210年に白髪となったロスチラフはガーリチから追放されたという主旨の記述がある。

## 妻子
1188年6月30日、フセヴォロドの娘・ヴェルフスラヴァと結婚した。またエヴフロシニヤという娘がいた。